# Pine Grove (comté de Schuylkill, Pennsylvanie)
Pine Grove est un borough situé au sud-ouest du comté de Schuylkill, en Pennsylvanie, aux États-Unis,. En 2010, il comptait une population de 2 186 habitants. Il est incorporé le 7 mai 1832.

## Démographie
Lors du recensement de 2010, le borough comptait une population de 2 186 habitants. Elle est estimée, en 2019, à 2 046 habitants.

### Source de la traduction
- (en) Cet article est partiellement ou en totalité issu de l’article de Wikipédia en anglais intitulé « Pine Grove, Schuylkill County, Pennsylvania » (voir la liste des auteurs).